# Каракавак
Каракавак (на гръцки: Μαυρολεύκη, Мавролевки, до 1927 година Καρά Καβάκ, Кара Кавак) е село в Гърция, дем Просечен.

## География
Селото е разположено на 48 m надморска височина в Драмското поле, на 9 km южно от Драма по пътя за Радолиово.

## История
В началото на XX век Каракавак е село в Драмска каза на Османската империя. Според статистиката на Васил Кънчов („Македония. Етнография и статистика“) в 1900 година селото има 550 жители, всички турци.
Селото остава в Гърция след Междусъюзническата война в 1913 година. В 1923 година жителите на селото са изселени в Турция по силата на Лозанския договор и на тяхно място са настанени гърци бежанци, както и жители на околните села. В 1927 година името на селото е променено на Мавролевки. Според преброяването от 1928 година Каракавак е смесено местно-бежанско село с 82 бежански семейства с 360 души.
Тъй като землището на селото е плодородно населението произвежда много памук, жито, фуражни и други земеделски продукти, като се занимава и с краварство.
В Гърция нестинарството се практикува в няколко села в Егейска Македония, населени от потомци на тракийски бежанци, сред които и Каракавак.
| Година    | 1913 | 1920 | 1928 | 1940 | 1951 | 1961 | 1971 | 1981 | 1991 | 2001 | 2011 | 2021 |
| --------- | ---- | ---- | ---- | ---- | ---- | ---- | ---- | ---- | ---- | ---- | ---- | ---- |
| Население | 592  | 141  | 426  | 701  | 904  | 779  | 526  | 590  | 541  | 563  | 418  | 355  |